# Jansamuelstjärnen
Jansamuelstjärnen är en sjö i Lycksele kommun i Lappland och ingår i Umeälvens huvudavrinningsområde. Sjöns area är 0,03 kvadratkilometer och den är belägen 230 meter över havet.